# Эвангел
Эвангел, Евангел (V век до н. э.) — слуга или раб Перикла.
Об Эвангеле в своих «Сравнительных жизнеописаниях», рассказывая о Перикле, сообщает Плутарх. По его словам, дела вождя Афин вёл слуга Эвангел, «один, как никто другой, по натуре ли своей способный к хозяйству или приученный к нему». Введённая Периклом для удобства система, за которой следило его доверенное лицо, заключалась же в том, что после сбора урожая тот весь продавался, а затем постепенно покупалось всё необходимое для бытовых нужд. Таким образом постоянно занятый общественными делами сам стратег не должен был затрачивать много своего времени на житейские нужды, с другой же стороны его имение не приходило в упадок. А. И. Тюменев охарактеризовал Эвенгела как опытного управляющего. Также древнегреческий писатель заметил, что тем самым Перикл разошёлся с мудростью своего друга Анаксагора, ради занятий возвышенным забросившего своё хозяйство и отказавшегося от обработки земли, что вполне объясняется различностью целей политика и целей мудреца-созерцателя. А. К. Бергер не согласился с таким противопоставлением в принципе, так как в афинском демократическом обществе частное богатство не осуждалось, а, напротив, приветствовалось.
Как отметил И. Е. Суриков, подобный порядок, поддерживаемый Эвенгелом, в античности воспринимался как странный каприз Перикла. Некоторые же историки нашего времени (например, Х. Туманс) убеждены, что тем самым он, опережая свою эпоху, пытался придать своему хозяйству новый характер. Э. Д. Фролов посчитал, что такая экономическая стратегия свидетельствует о широком распространении рыночных отношений в Греции классического периода. По замечанию же Сурикова, ничего рыночного в этом нет, так как после продажи годового урожая оптом затем Эвангелом нужное приобреталось в розницу, то есть определённо дороже, что исключало прибыльность. По оценке Тюменева, нет никаких оснований полагать, что ведение дел было упрощено и облегченно, а, скорее, наоборот.